# Каденаццо
Каденаццо (італ. Cadenazzo) — громада  в Швейцарії в кантоні Тічино, округ Беллінцона.

## Географія
Громада розташована на відстані близько 145 км на південний схід від Берна, 8 км на південний захід від Беллінцони.
Каденаццо має площу 8,4 км², з яких на 17,3% дозволяється будівництво (житлове та будівництво доріг), 24,6% використовуються в сільськогосподарських цілях, 55,5% зайнято лісами, 2,6% не є продуктивними (річки, льодовики або гори).

## Демографія
2019 року в громаді мешкало 2942 особи (+26,2% порівняно з 2010 роком), іноземців було 41,1%. Густота населення становила 351 осіб/км².
За віковим діапазоном населення розподілялося таким чином: 21,4% — особи молодші 20 років, 65,4% — особи у віці 20—64 років, 13,2% — особи у віці 65 років та старші. Було 1238 помешкань (у середньому 2,4 особи в помешканні).
Із загальної кількості 1668 працюючих 70 було зайнятих в первинному секторі, 312 — в обробній промисловості, 1286 — в галузі послуг.